# Dachsen
Dachsen ist eine politische Gemeinde im Bezirk Andelfingen des Kantons Zürich in der Schweiz.

## Wappen

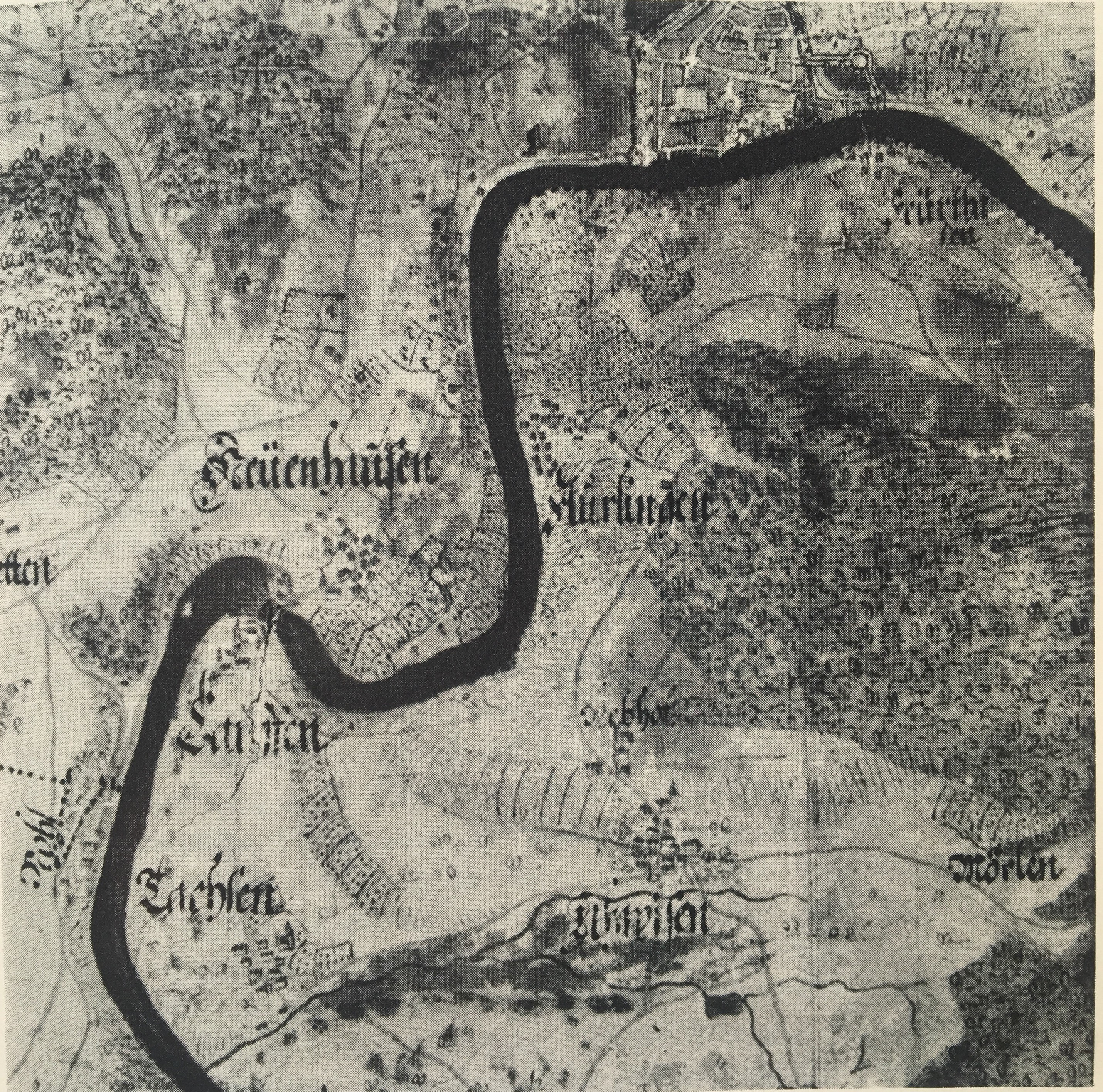
Dachsen, Laufen und der Rheinfall auf der Schaffhauser Kantonskarte von Hauptmann Heinrich Peyer, 1684

Blasonierung:
Schräggeteilt von Silber und Rot, oben eine rote Pflugschar, unten ein silbernes Rebmesser mit goldenem Griff

## Geographie
Die Gemeinde Dachsen liegt im zürcherischen Weinland, in der Nordwestecke, dem Ausseramt. Sie ist eingebettet zwischen dem Cholfirst und dem Lauf des Rheins, der sich hier tief in die eiszeitliche Schotterebene eingegraben hat. Der Rheinfall auf 395 m ü. M. ist in unmittelbarer Nähe. Westlich verläuft die Grenze zwischen Deutschland und der Schweiz.

Historisches Luftbild von Walter Mittelholzer, 1919

## Bevölkerung
| Jahr      | 1637 | 1799 | 1850 | 1900 | 1950 | 2000 | 2005 | 2010 | 2015 | 2020 | 2022 |
| --------- | ---- | ---- | ---- | ---- | ---- | ---- | ---- | ---- | ---- | ---- | ---- |
| Einwohner | 170  | 370  | 501  | 570  | 690  | 1535 | 1740 | 1941 | 1986 | 1912 | 1951 |

## Politik
Gemeindepräsident ist Urs Schweizer (parteilos), Vizepräsidentin Irène Brühlmeier (parteilos, Stand 2023).
Bei der Nationalratswahl 2019 erreichten die Parteien folgende Wähleranteile: SVP 30,32 %, Grüne 17,13 %, SP 15,10 %, glp 12,80 %, FDP 10,47 %, CVP 5,04 %, EVP 3,94 %, BDP 2,05 %, EDU 1,93 %, AL 0,44 % und andere (8) 1,24 %.
Die Wähleranteile bei der Nationalratswahl 2023: SVP 28,95 % (−1,36 %), SP 16,05 % (+0,95 %), glp 13,93 % (+1,13 %), Die Mitte 12,51 % (+5,42 %), FDP 11,78 % (+1,32 %), Grüne 8,70 % (−8,43 %), EVP 3,42 % (−0,52 %), Mass-Voll! 1,19 %, EDU 1,09 % (−0,84 %), andere (11) 2,38 %.

## Geschichte
Im Jahre 876 noch Tachsheim genannt, gehörte die Vogtei über Dachsen ursprünglich den Freiherren von Tengen, welche damals das bedeutendste und begütertste Geschlecht am Rhein zwischen Rheinfall und Eglisau waren, wechselte aber im Laufe des 14. und 15. Jahrhunderts wiederholt den Besitzer. Die Hohe Gerichtsbarkeit gehörte im 15. Jahrhundert zur Grafschaft Kyburg und ging mit dieser am 8. Februar 1452 an Zürich über.
1544 wurde zusätzlich die Niedere Gerichtsbarkeit mit einer Bussenkompetenz bis neun Pfund an die Stadt Zürich abgetreten. Diese gliederte sie Laufen an.
Mit dem Untergang des Ancien Régime 1798 wurden neue Ordnungen hergestellt. Der Kanton Zürich war in Wahrheit kein Staat mehr, sondern ein Verwaltungsbezirk der Helvetischen Republik. Als neue Gemeindeform schuf man die Munizipalität, deren Gebiete in der Regel den bestehenden Kirchgemeinden angeglichen wurden. Man bildete drei Munizipalitäten: Dachsen, Uhwiesen und Flurlingen, die je eine eigene Behörde erhielten, aber einem gemeinsamen Agenten unterstellt wurden.
Im Frühjahr 1799 war Dachsen von den Franzosen besetzt. Das kaiserlich-österreichische Heer marschierte im Rheingebiet ein, um ihnen die Stirn zu bieten. Dabei ging die kunstreiche Rheinbrücke in Flammen auf. Nach der zweiten Schlacht bei Zürich, bei welcher die Franzosen über die Österreicher und Russen triumphierten, begann die langwierige Besetzung durch die napoleonischen Truppen, und Dachsen wurde in bittere Armut gestürzt.
Bis Napoleon Bonaparte im Jahre 1803 der Schweiz die Mediationsverfassung auferlegte, gab es endlose Verfassungskämpfe in der Helvetischen Republik. Die zuvor eingeführten Munizipalitäten wurden durch Gemeinderäte ersetzt. Die drei Dörfer Dachsen, Uhwiesen und Flurlingen bildeten nun je eine Gemeinde. Gemeindepräsident und Friedensrichter von Dachsen war zu dieser Zeit Hans Friedrich Ehrensperger. Weitere Vertreter des Dorfes waren Gemeinderat und Säckelmeister Jakob Schibli sowie Gemeinderat Heinrich Rubli.
Nachdem Kaiser Napoleon 1814 gestürzt worden war, begann die Restauration. Der Kanton Zürich erhielt erneut eine andere Verfassung. Er wurde in elf Oberämter eingeteilt, und man schmolz Dachsen, Uhwiesen und Flurlingen zu einer einzigen Gemeinde zusammen.
Am 2. April 1831, zur Zeit der Regeneration, wendete sich Dachsen an den Kanton Zürich mit der Bitte, eine eigene politische Gemeinde zu werden.

«Die Gründe, welche unser Ehrerbietiges Gesuch unterstützen, sind:
1. Dass die Gemeinde Dachsen bis 1798 ihre eigne Orts- und Gerichtsbehörde besessen.
2. Dass die Gemeinde Dachsen von Uhwiesen entfernt liegt, und
3. Dass die Bürgerschaft an Activbürgern mit den abwesenden ca. 140 Bürgern stark ist, [...]»

Am 11. Juni 1831 behandelte der Rat des Inneren den Wunsch Dachsens auf Lostrennung aus dem bisherigen Verband, und in der nächsten Sitzung des Grossen Rates wurde die Gemeinde Dachsen als selbständige Gemeinde aufgeführt.

## Persönlichkeiten
- Jakob Eggli (1812–1880), Landschafts- und Wandermaler

## Bilder

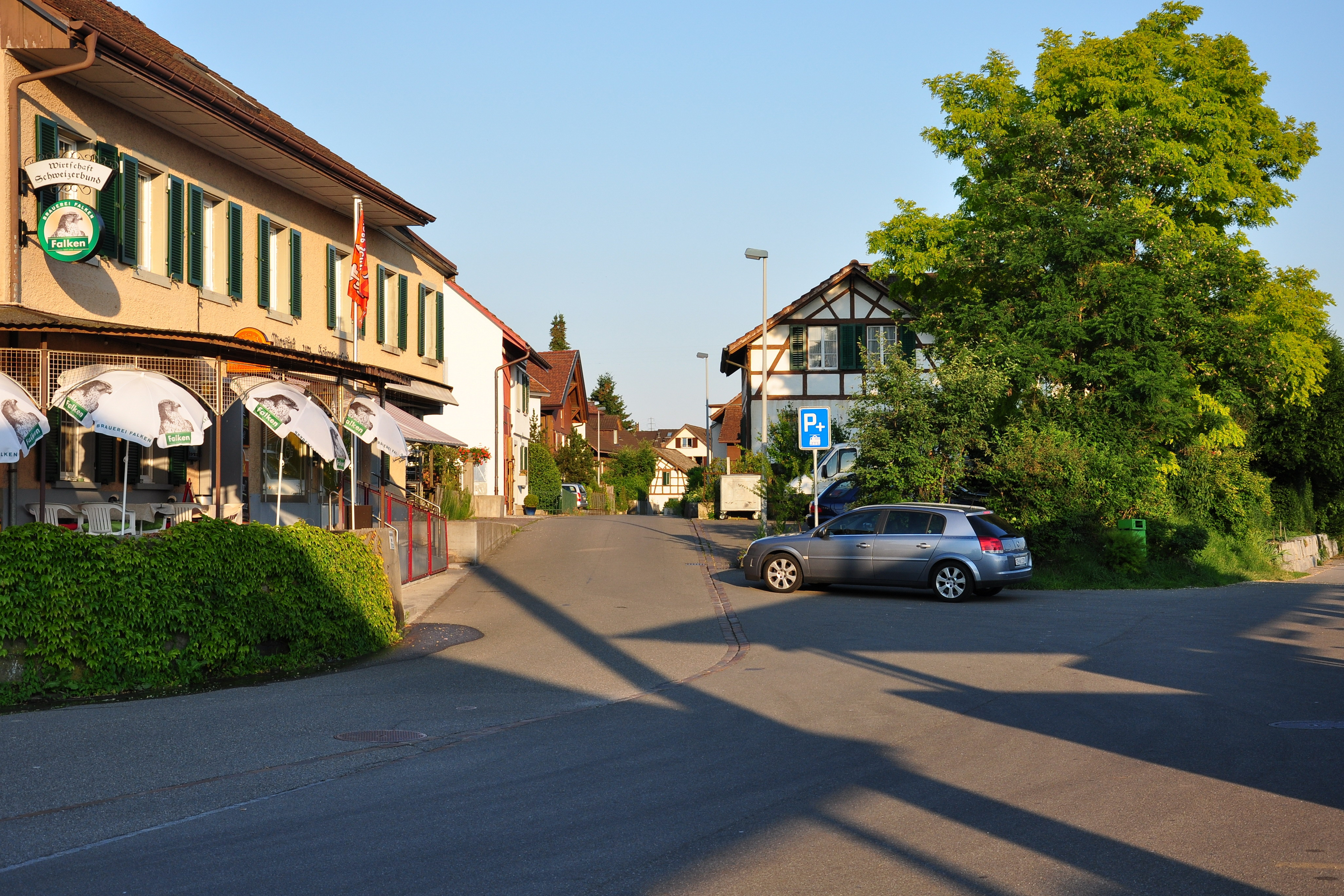
Bahnhofstrasse
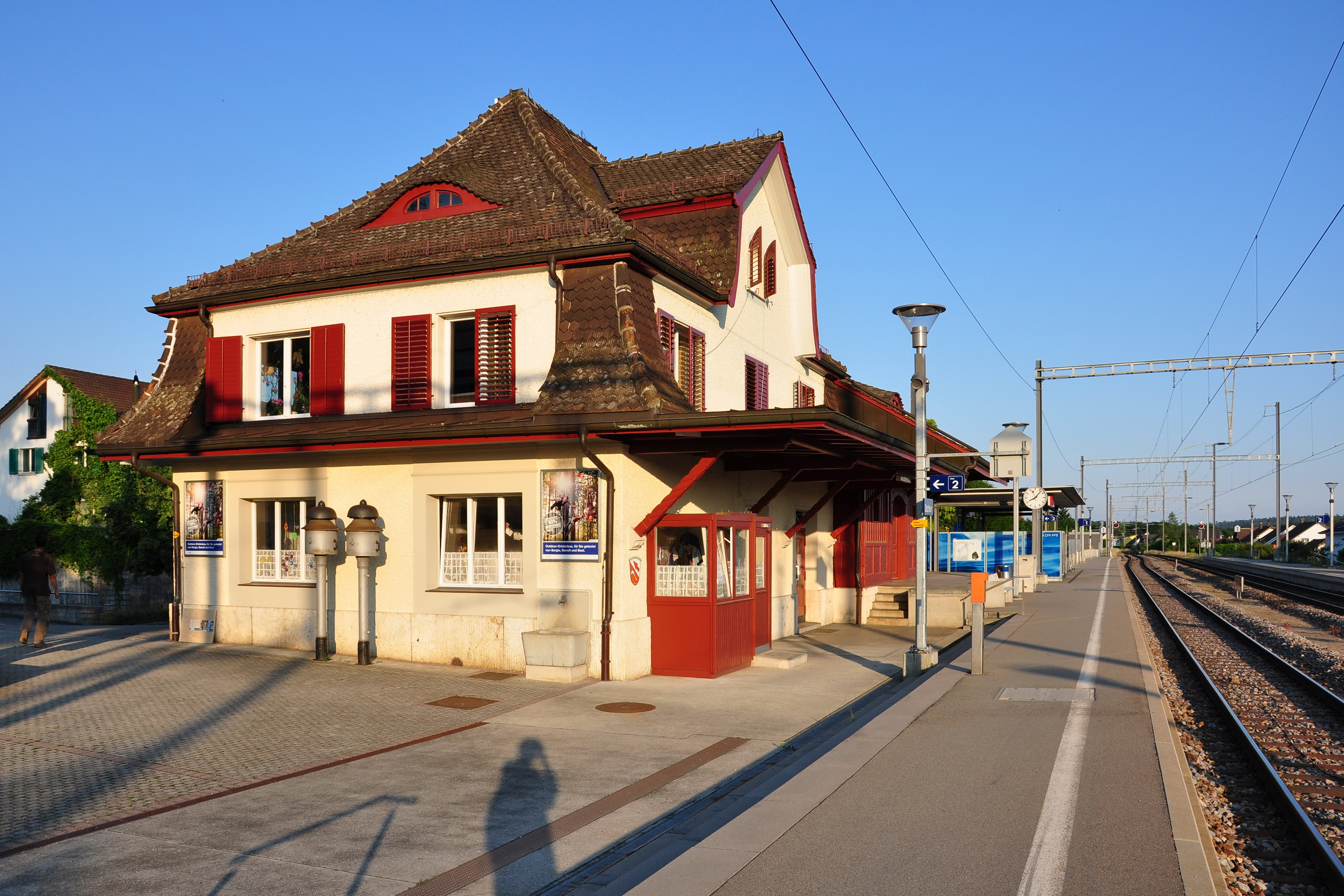
Bahnhof
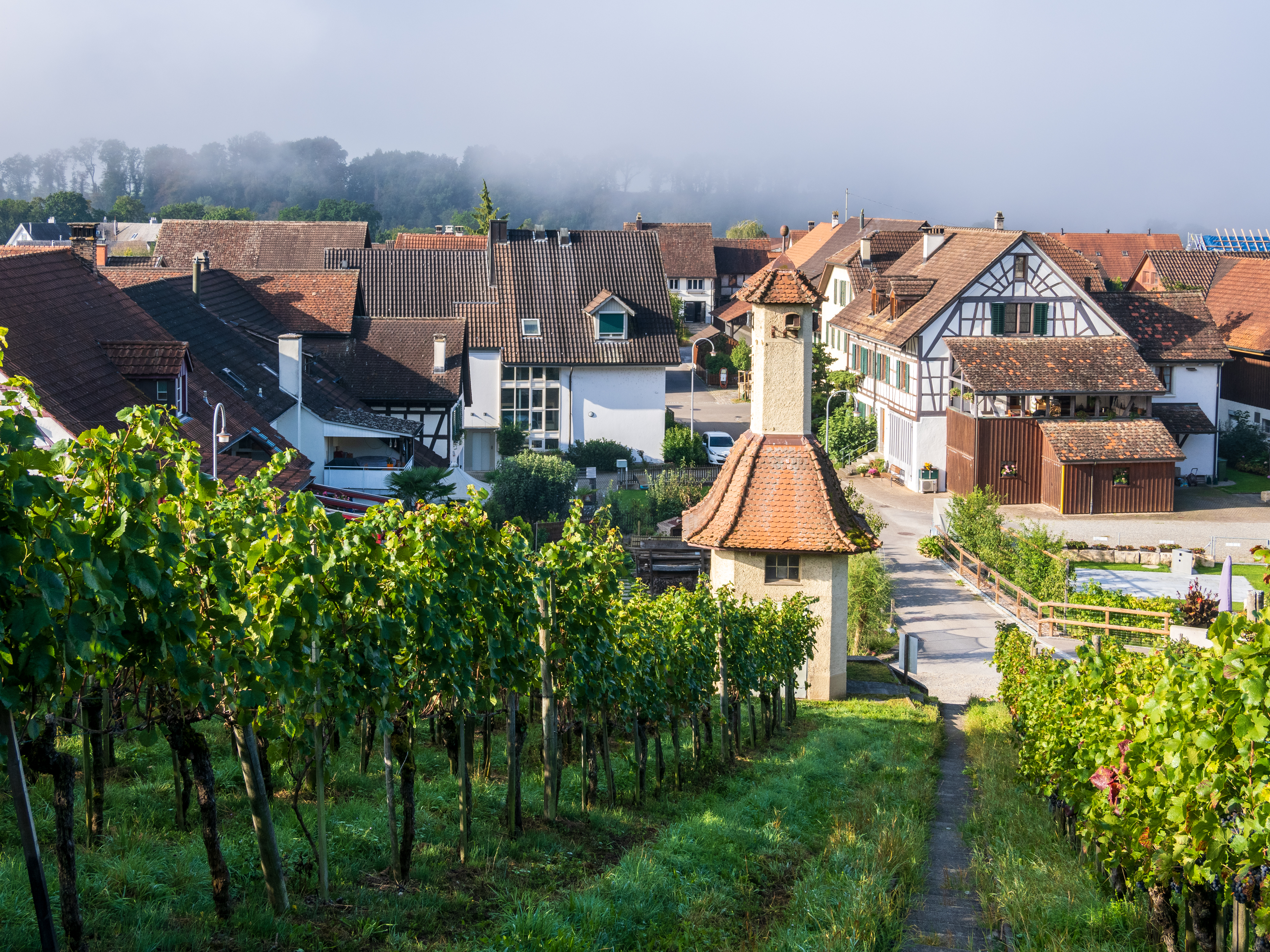
Weinbau
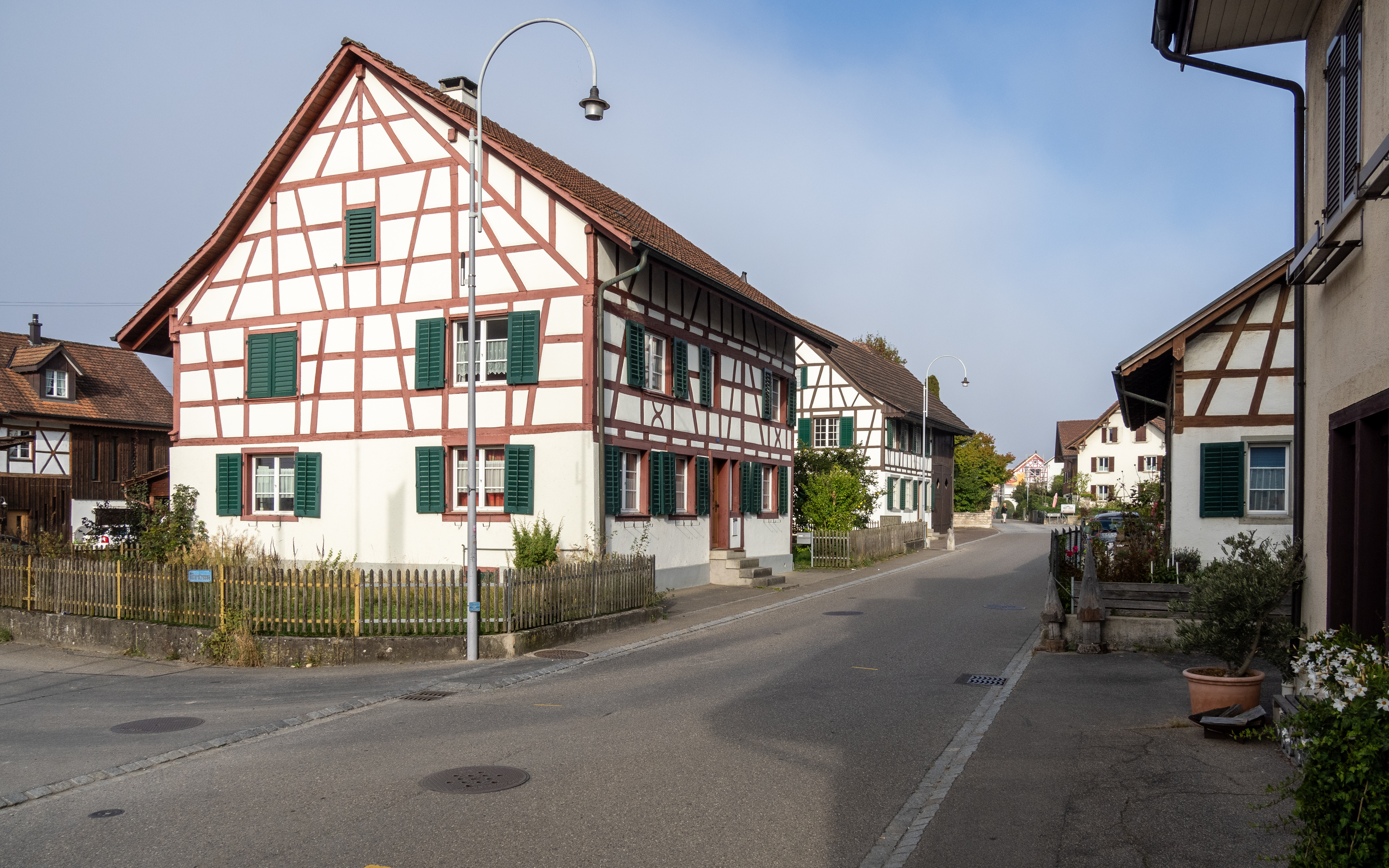
Dorfstrasse
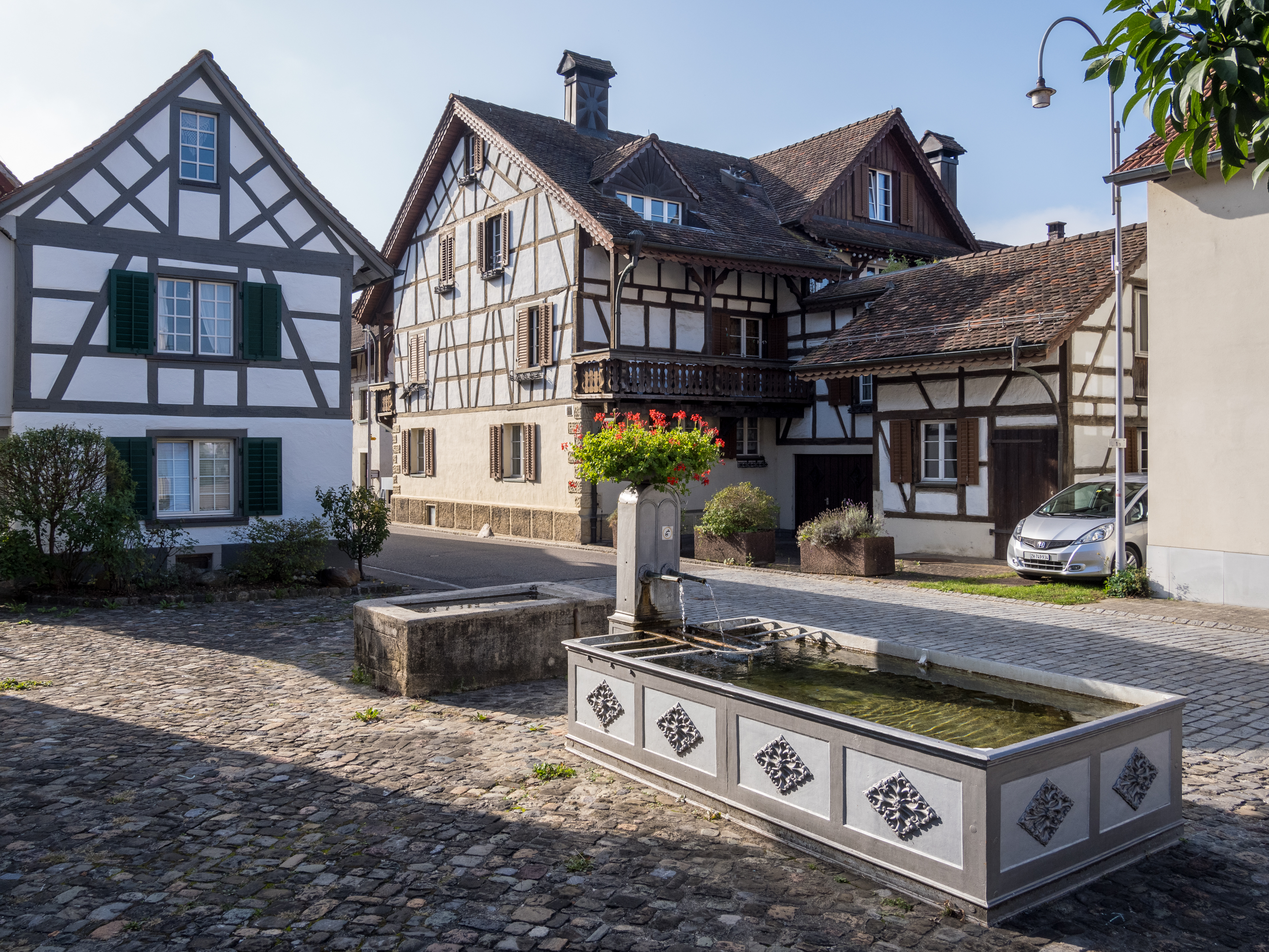
Eiserner Brunnen an der Dorfstrasse
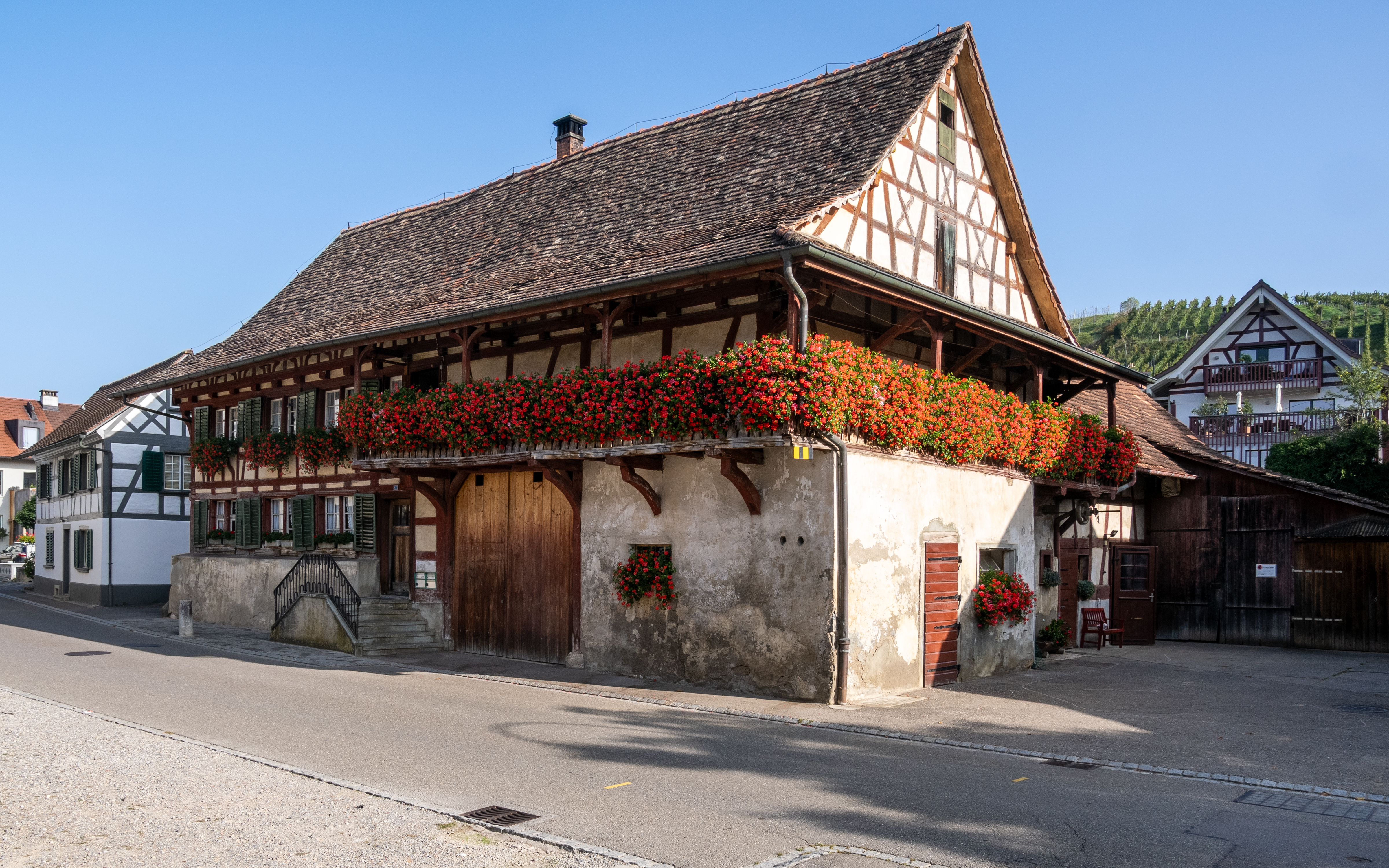
Bauernhaus Dorfstrasse 27
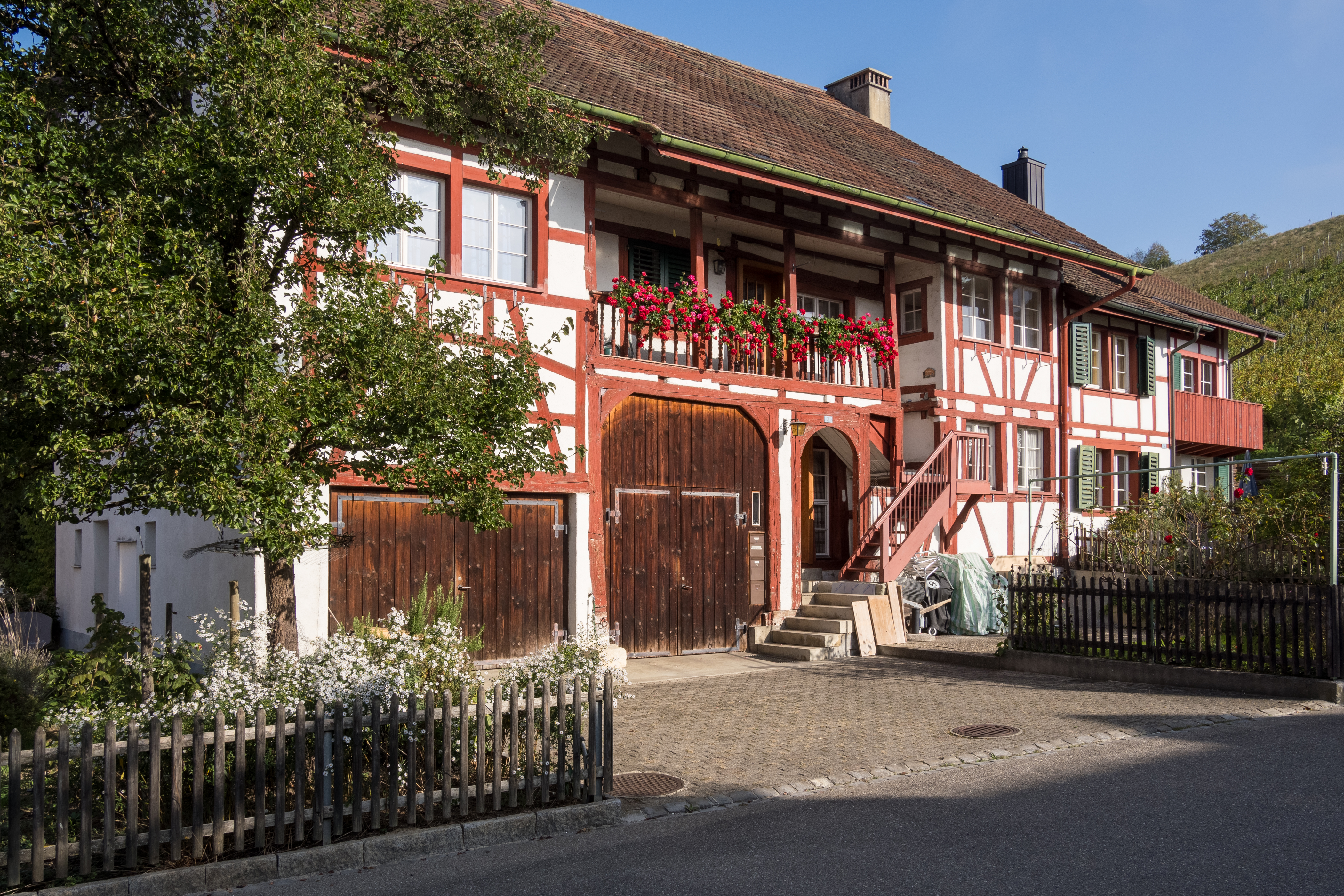
Weinbauernhaus Bolstrasse 3
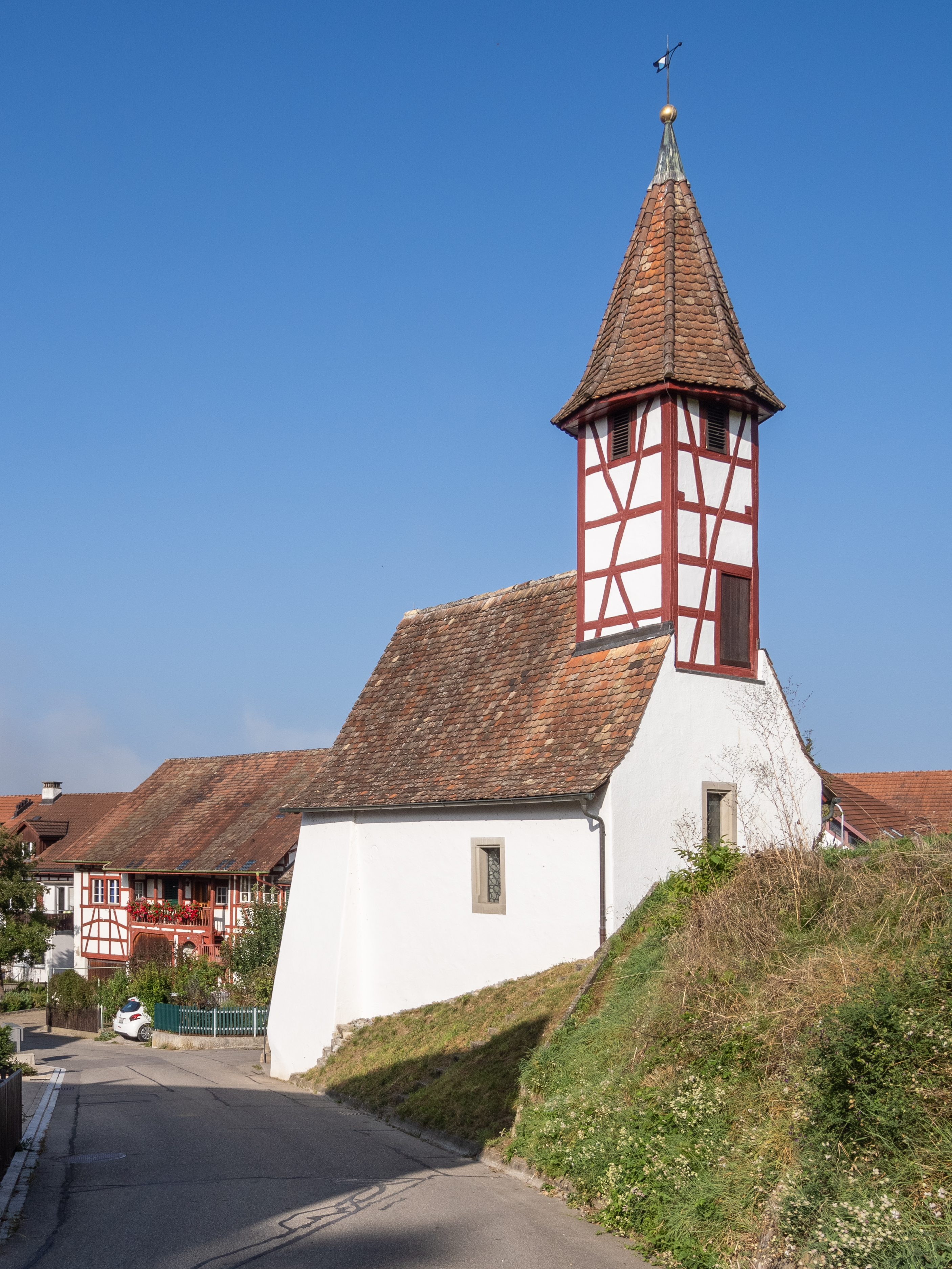
Kapelle